# کیسه‌موش‌ها
سرده کیسه‌موش‌ها (نام علمی: Planigale) یکی از سرده‌های عضو تیره ستبردمان از میان کیسه‌داران ساکن استرالیا و گینه نو است که شامل ۵ گونه می‌شود. این سرده تنها سرده ی عضو تبار کیسه‌موش‌تباران (Planigalini) است.
- طایفه کیسه‌موش‌تباران، Planigalini
  - سرده کیسه‌موش‌ها (Planigale)
    - کیسه‌موش کم‌دندان، Planigale gilesi
    - کیسه‌موش دم‌دراز، Planigale ingrami
    - کیسه‌موش معمولی، Planigale maculata
    - کیسه‌موش گینه نو، Planigale novaeguineae
    - کیسه‌موش بینی‌باریک، Planigale tenuirostris